# 길상사 (서울)
길상사(吉祥寺)는 대한민국 서울특별시 성북구 성북동에 있는 사찰이다. 대한불교 조계종 소속 송광사의 말사이다. 또한 시민모임 맑고 향기롭게의 근본도량이다.

## 역사
본래는 '대원각'이라는 이름의 고급 요정이었으나 요정의 주인이었던 고 김영한(1916~1999, 법명 길상화)이 법정 스님에게 자신이 소유한 요정 부지를 시주하여 사찰로 탈바꿈하게 되었다. 김영한은 일제 시대의 시인 백석의 시 《나와 나타샤와 흰 당나귀》에 등장하는 나타샤로 알려져 있으며, 백석은 연인이었던 그녀에게 자야(子夜)라는 애칭을 붙여주었다고 한다.
처음 1985년에 김영한으로부터 자신의 재산을 희사해 절을 짓게 해달라는 요청을 받고 법정은 이를 간곡히 사양하였으나, 김영한은 10년 가까이 법정을 찾아와 끈질기게 부탁했고 이에 법정 또한 이를 받아들여, 1995년 6월 13일 대한불교조계종 송광사 말사인 '대법사'로 등록하여 처음 사찰이 되었고, 초대 주지로 현문이 취임하였다. 1997년에 맑고 향기롭게 근본도량 길상사로 이름을 바꾸어 재등록되었고 같은 해 2월 14일에 초대 주지로 청학이 취임하였다.
김영한은 평생 백석의 생일인 7월 1일에는 식사를 하지 않았고, 길상사에 기부된 김영한의 대원각 재산은 시가 천억 원에 달하는 것으로 '그 많은 재산이 아깝지 않느냐'는 기자의 물음에 김영한은 '1000억은 그 사람의 시 한 줄만 못하다'고 대답했다고 할 정도로 백석을 그리워했다고 한다. 1999년 11월 14일에 세상을 떠나면서 자신의 유해를 눈이 오는 날 길상사 경내에 뿌려달라는 유언을 남겼다. 길상사 경내의 길상헌 뒤쪽 언덕에는 김영한의 공덕비가 세워졌다.
사찰의 창건주였던 법정은 불문에 귀의한 김영한에게 길상화라는 법명을 주었고, 김영한 사후에도 길상사에서 정기법회를 열었으며, 2010년 3월 11일 길상사에서 78세(법랍 54세) 로 입적하였다. 또한 길상사의 개원법회가 열리던 1997년 12월 14일에 고 김수환 스테파노 추기경이 법회에 참석해 법정과 함께 나란히 축사를 했고 법정 또한 이에 답하여 1998년 2월 24일에 명동성당을 찾아 법문을 설법하였다. 길상사 경내에는 공덕주 김영한의 공덕비와 함께, 법정의 영정과 그 생전 유품들을 전시한 기념관도 함께 마련되어 있다.
경내에는 극락전, 지장전, 설법전 등의 전각이 있으며 행지실, 청향당, 길상헌 등의 요사가 존재한다. 2011년 이후 덕운이 주지로 취임하였으며, 불교 자선재단 맑고 향기롭게의 근본도량으로써 여러 가지 사회사업을 펼치고 있다. 또한 경내에 있는 관음보살 석상은 천주교 신자이자 가톨릭 예술가인 최종태가 건립한 것으로, 같은 조각가가 혜화동 성당에 건립한 성모 마리아 석상과 닮아 있다.

## 사찰명
길상사(吉祥寺)의 절 이름은 ‘길하고 상서로운 절’이란 의미로, 묘길상(妙吉祥) 곧 문수보살의 별칭에서 인용된 불교용어이며, 승보사찰(僧寶寺刹) 송광사(松廣寺)의 옛 이름이기도 하다.  송광사는 신라 말 혜린(慧璘)선사에 의해 창건되었는데, 창건 당시의 이름이 송광산 길상사였으며 100여 칸쯤 되는 절로 30, 40명의 스님들이 살 수 있는 그리 크지 않은 규모의 절이었다고 한다. 송광산 길상사가 새로운 규모로 중창되고 한국 불교의 중심으로 각광을 받게 된 것은 고려 중기의 고승 보조국사 지눌스님이 9년 동안 중창불사를 통해 절의 규모를 확장하고, 정혜결사를 통하여 한국 불교의 새로운 전통을 확립한 근본도량으로 참선을 중요시하는 선종사찰로 탈바꿈하게 되었다. 송광사는 현재 오늘날까지도 승보사찰로 불리는 한국의 대표적인 선종사찰로 여겨지고 있다.
법정 스님은 1993년 10월, 뜻있는 작가와 신도들과 함께 프랑스에 ‘송광사 파리 분원 길상사’를 개원하였다. 그리고 1995년 김영한 여사로부터 대원각을 기증받아 송광사 분원 대법사로 등록하였다가, 길상(吉祥)이라는 말을 좋아하던 법정 스님은 1997년 1월 29일 창건 준비인 모임에서 처음으로 ‘길상사’란 절 이름을 공식화하였다.

## 같이 보기
- 백석
- 법정
- 맑고 향기롭게